# Рид, Стивен
Сти́вен Джон Рид (англ. Steven John Reid; род. 10 марта 1981[…], Лондон) — ирландский футболист английского происхождения, защитник.

## Клубная карьера
Родившийся в Кингстон-апон-Темс, в Лондоне, Рид учился в Школе Ричарда Чаллонера. Он начал свою карьеру в «Миллуолле», где дебютировал в сезоне 1997/98 в возрасте 17 лет. Стивен, ставший одним из лучших футболистов «Миллуолла» и сборной Ирландии, был куплен «Блэкберном» в июле 2003.
Рид дебютировал за «Блэкберн Роверс» 23 августа 2003. Он сыграл в 19 матчах в течение сезона 2003/04, хотя травма сухожилия беспокоила его в течение трёх месяцев. 31 декабря 2005 в Премьер-лиге сезона 2005/06 Рид забил один из самых известных голов в карьере против «Уиган Атлетик» на стадионе «Ди-дабл-ю». После отскока мяч покатился к Риду и он пробил мощнейшим ударом с 24 метров в верхний угол ворот. Гол выиграл награду гол месяца по версии BBC за декабрь. 2 мая 2006 в матче против «Челси» Рид забил победный гол, который обеспечил «Блэкберну» место в Кубке УЕФА. Сезон 2006/07 Рид провёл на скамейке запасных. Повреждение спины, которое он залечивал довольно долго, не позволило ему выйти на поле.
Перед началом сезона 2008/09 Рид уже был готов играть в основном составе, но в середине сезона получил травму колена и был вынужден пропустить часть сезона. 19 ноября 2009 Рид был отдан в аренду в «Куинз Парк Рейнджерс». В КПР Рид играл под номером 36.
5 марта 2010 «Вест Бромвич Альбион» взял Стивена Рида в аренду. В новом клубе он дебютировал в матче против своего предыдущего клуба «Куинз Парк Рейнджерс» 6 марта 2010. Стивен забил свой первый гол в матче против «Ковентри Сити» 24 марта 2010. 26 мая 2010 Рид подписал контракт на 2 года с «Вест Бромвичем», после того как он вышел в Премьер-лигу. Официально он присоединился к команде 1 июля 2010 после медицинского осмотра.

## Карьера в сборной
Несмотря на то, что Рид играл за сборную Англии в юности, он принял решение выступать за сборную Ирландии. Он был одним из футболистов ирландской команды на чемпионате мира 2002 года. Рид стал капитаном сборной 16 августа 2006 перед товарищеским матчем против Нидерландов. Стивен завершил международную карьеру 13 июля 2010 года.